# 王换泡
王换泡是一个位于中国吉林省大安市东部的湖泊，西邻蛤蟆泡，面积约为3.51平方千米，属于东北平原。它的一级流域为黑龙江流域，二级流域为松花江水系。